# Final Fantasy Chronicles
 (octobre 2019).
Si vous disposez d'ouvrages ou d'articles de référence ou si vous connaissez des sites web de qualité traitant du thème abordé ici, merci de compléter l'article en donnant les références utiles à sa vérifiabilité et en les liant à la section « Notes et références ».
Final Fantasy Chronicles est une compilation publiée par Square en 2001 sur PlayStation, regroupant des versions remastérises de Final Fantasy IV et de Chrono Trigger, deux jeu vidéo de rôle, sortis à l'origine sur Super Nintendo respectivement en 1991 et 1995.

## Final FantasyIV
Final Fantasy IV (ファイナルファンタジーIV, Fainaru Fantajī Fō) est un jeu vidéo de rôle développé par Square sous la direction de Hironobu Sakaguchi, le créateur de la série. Le jeu est édité par Square sur Super Nintendo en juillet 1991 au Japon puis en novembre en Amérique du Nord dans une version épurée. Il s'agit du quatrième épisode de la série Final Fantasy et du premier à être produit sur console 16-bits.
L'histoire met en scène la quête de Cecil, chevalier noir essayant de sauver son roi de l'emprise du maléfique Golbez. Cecil est, entre autres, aidé dans sa quête par sa compagne Rosa et par son meilleur ami, le chevalier dragon Kain (représenté sur le logo). Au fur et à mesure de la progression, le groupe tente d'arrêter Golbez qui tente d'anéantir le monde. Le scénario est aujourd'hui considéré comme un classique du jeu de rôle japonais.
Final Fantasy IV introduit plusieurs innovations qui deviendront récurrentes dans la série, et courantes dans les jeux vidéo de rôle. La principale est l'utilisation d'un système de combat en semi-temps réel dénommé Active Time Battle, qui sera repris dans de nombreux opus suivants. En raison de ses importantes innovations au niveau du gameplay, Final Fantasy IV est très bien accueilli par la critique et est aujourd'hui considéré comme l'un des jeux les plus influents dans le domaine du jeu de rôle japonais. Le jeu sera réédité à plusieurs reprises : sur PlayStation à partir de 1997, sur WonderSwan Color en 2002, puis sur Game Boy Advance en 2005 et 2006. Le jeu bénéficie également d'un remake entièrement en 3D sur Nintendo DS, distribué en 2007 et 2008.

## Chrono Trigger
Chrono Trigger (クロノ・トリガー) est un jeu vidéo de rôle, développé et édité par Square sur Super Nintendo le 11 mars 1995 au Japon et le 22 août 1995 en Amérique du Nord. Le jeu affiché en deux dimensions, se déroule au tour par tour dans une carte du monde en vue de dessus. Le scénario, qui s'inscrit dans une uchronie, relate les exploits d'un groupe de jeunes aventuriers transportés accidentellement dans le temps, qui découvrent que le monde court à sa destruction et cherchent les moyens de le sauver.
Le jeu est développé par une équipe composée de Yūji Horii, créateur de la série Dragon Quest, Hironobu Sakaguchi, celui de Final Fantasy, et Akira Toriyama, créateur de Dragon Ball. Yasunori Mitsuda compose la bande-son et est remplacé sur la fin du processus par Nobuo Uematsu, le compositeur de Final Fantasy, qui la finalise. Le jeu intègre plusieurs innovations, telles que son système de combat, abandonnant les rencontres aléatoires. Les combats se déroulent dans l'aire de jeu plutôt que dans une fenêtre de combat dédiée et l'usage du système Active Time Battle rajoute également du dynamisme au système au tour par tour. En outre, le joueur peut combiner les magies des personnages, et les attaques peuvent être choisies en fonction de leur effet dans l'espace et du placement des personnages. Enfin, le jeu propose un panel de plus d'une dizaine de fins différentes.
Chrono Trigger est un succès critique et commercial. Au moment de sa sortie, il est vu comme un chef-d'œuvre, atypique et innovant, rapidement considéré comme révolutionnaire. La plupart des observateurs et les fans le jugent comme un jeu culte, étant l'un des meilleurs jeux vidéo de rôle et l'un des meilleurs jeux de tous les temps. Il est réédité plusieurs fois, notamment en 1999, puis 2001. En novembre 2008, il est adapté sur Nintendo DS au Japon puis en Amérique du Nord, avant de sortir en février 2009 en Europe, traduit notamment en français. À partir de 2011, il est réédité sur plusieurs plates-formes mobiles, sur console et sur PC. Le succès de Chrono Trigger permet la création d'une suite, Chrono Cross, éditée en 1999.